# Ciągliwość
Ciągliwość – właściwość mechaniczna materiału, jakościowo określana podatność na odkształcenie trwałe bez naruszenia spójności materiału. Badana poprzez próbę udarności.